# Allocorteza

La alocorteza o allocorteza es una parte de la corteza cerebral, la más antigua filogenéticamente, frente a la neocorteza, más reciente en la evolución de los mamíferos. La alocorteza supone alrededor del 10% del total de la corteza cerebral en los humanos.
La etimología: del griego αλλο allo-, que significa otro, y cortex, que significa corteza, (literalmente la otra corteza). 

## Partes
La allocorteza se divide para su estudio en dos componentes:
- la arquicorteza, también llamada corteza del lóbulo límbico; y
- la paleocorteza, o corteza olfatoria.

Entre ambas divisiones, la alocorteza incluye el bulbo olfatorio, el tracto olfatorio, el tubérculo olfatorio, la corteza piriforme (la cual corresponde a la circunvolución olfatoria externa), la amígdala cortical, la formación hipocampal (que incluye al hipocampo, el giro dentado, el complejo del subículo y la corteza entorrinal), así como un anillo de corteza alrededor del cuerpo calloso.

## Evolución cerebral
La alocorteza es el tipo de corteza predominante en los vertebrados denominados inferiores y por ello se ha querido asociar al pensamiento instintivo, si bien no parece haber pruebas que confirmen esta asociación.

## Anatomía cortical
La alocorteza se halla envuelta por la neocorteza y constituida por un número variable de capas (a diferencia de la neocorteza, compuesta por seis capas).